# Ian Roberts (rugbista)
Ian Roberts (Londres, 31 de julio de 1965) es un exjugador australiano de rugby league de las décadas de 1980 y 90 que actualmente se dedica al cine y el teatro. Al final de su carrera se declaró gay, siendo la primera persona en salir del armario en la historia de ese deporte. Este hecho le dio notoriedad en Australia y el resto del mundo.[cita requerida]

## Juventud
Roberts nació en Londres, Inglaterra, y creció al sur de Sídney. A la edad de 15 años le diagnosticaron epilepsia. Fue obligado a vivir una doble vida hasta revelar a sus padres su homosexualidad.

## Jugador de South Sydney
Tras mudarse a Australia, jugó para la liga de rugby australiano en las ligas inferiores de los South Sydney, como delantero. Luchó por superar una serie de lesiones, hasta que alcanzó su máximo potencial en el campo de juego. A pesar de no haber jugado ni para la New South Wales (Liga de Rugby de Nueva Gales del Sur) o para Liga nacional de rugby de Australia anteriormente, Roberts firmó un importante contrato con los Manly-Warringah Sea Eagles en 1990.

### Estadísticas en los South Sydney
| Year      | G  | T | Gls | FGls | Pts |
| --------- | -- | - | --- | ---- | --- |
| 1986-1989 | 65 | 5 | 0   | 0    | 20  |

## Jugador de Manly Warringah
Al pasar del South Sydney a Manly-Warringah, rápidamente se hizo valer en el campeonato State of Origin en su primer debut contra la liga nacional de Nueva Zelanda. Roberts finalmente hizo un tour por todo el país, liderando el marcador en el campeonato Australia's Ashes, ganando por 23 a 4 en su tercera victoria en Elland Road.
No mucho después, Roberts firmó con Super League (Super Liga de Australia) a pesar de que su club y su entrenador, Bob Fulton, mantuvieron su fidelidad a la Australian Rugby League (Liga Australiana de Rugby).

### Estadísticas en los Sea Eagles
| Year      | G   | T | Gls | FGls | Pts |
| --------- | --- | - | --- | ---- | --- |
| 1990-1995 | 100 | 5 | 0   | 0    | 20  |

## Jugador de North Queensland
En la Guerra de la Super Liga a mediados de la década de 1990, Robert firmó con los North Queensland Cowboys, mudándose a Townsville, para jugar en uno de los laterales. Su carrera decayó en 1998 por las numerosas lesiones.

### Estadísticas en los Cowboys
| Year      | G  | T | Gls | FGls | Pts |
| --------- | -- | - | --- | ---- | --- |
| 1997-1998 | 29 | 3 | 0   | 0    | 12  |

Leyenda: G = partidos, T = intentos, Gls = goles, FGls = goles de campo, Pts = puntos.

## Jugador de State of Origin
Roberts jugó nueve veces para el equipo de State of Origin de la New South Wales entre 1990 y 1994. Fue uno de los más intimidatorios elementos de la delantera del NSW y uno de los más rudos en honrar el estadio durante este torneo. Habiéndose mantenido siempre sorprendentemente en forma, fue famoso su colapso por cansancio extremo tras realizar un esfuerzo nada fuera de lo común en un juego de 1993. State of Origin ganaron seis de los nueve partidos en los cuales jugó Roberts.
En 2005 se le nombró uno de los 25 mejores jugadores que haya tenido el equipo New South Wales.

## Su vida más allá del rugby
Bien conocido en el ambiente gay de Sídney, Roberts salió del armario públicamente en 1995. Se discutió sobre su homosexualidad en revistas y en la televisión durante un año. En general, el mundo del rugby lo apoyó, algunos jugadores incluso decían que era importante mantenerse "fiel a uno mismo". Los directivos del The NRL Footy Show, Paul Vautin, Peter Sterling y Steve Roach, incluso aparecieron en una campaña gráfica contra la homofobia, dirigida por un proyecto anti-violencia de agrupaciones gay-lésbicas. Se lo reconoce por haber ayudado a poner en duda los frecuentes mitos que subyacen en lo relacionado con los homosexuales y el deporte. El controvertido libro de Paul Freeman, Ian Roberts - Finding Out, («Ian Roberts - descubriendo») fue publicado en 1997.
En 1999 Roberts fue llevado a juicio por Garry Jack, por una pelea en el campo ocurrida en 1991. Jack, desde su punto de vista, se defendía contra un ataque devastador y cobarde que recibió de parte de varios jugadores del Manly. Trató de demandar a Roberts por $100.000 dólares por daños, alegando haber sufrido shock, lesiones traumáticas en el rostro y ojos, cortaduras, dolor de cabeza, entumecimiento y que lo avergonzaron raspándole la cara. Jack y Roberts finalmente hicieron un acuerdo judicial en el que Roberts tuvo que pagar más de $50.000 dólares.
En 2000, recibió la medalla del deporte australiano por sus contribuciones al posicionamiento de Australia en la Liga Internacional de Rugby. Roberts participó en el comité de juicio de la Liga Nacional de Rugby en el año 2001.
Roberts testificó al fiscal general de Nueva Gales del Sur en el caso del asesinato de Arron Light, un prostituto callejero que era testigo en un caso contra una banda organizada de pedófilos. Light desapareció en 1997 y sus restos fueron recuperados en 2002. Esta historia fue el tema de un episodio del programa de televisión australiano Australian Story («Historia Australiana») titulado "El chico perdido", que se emitió en septiembre de 2005.
En 2004 Roberts fue nombrado por los Souths como parte de su Equipo de los sueños del South Sidney que consistía en 17 jugadores y un entrenador que representaban al club desde 1908 hasta 2004.
A principios de 2005, apareció en la segunda temporada de la serie de TV australiana Bailando con las estrellas, participando junto a Natalie Lowe. Encabezó la competencia, pero perdió contra Tom Williams.
El primero de julio de 2006, a Roberts fue acusado de ser el causante de un incidente que involucró a su expareja Ben Prideaux; Prideaux, de 30 años, habría sufrido cortes y raspaduras en sus antebrazos en aquel episodio. El 25 de mayo de 2007, Roberts fue declarado inocente de los cargos por un tribunal de Sídney.
Roberts apareció el 17 de abril de 2007 en la portada de la revista The Advocate, en una entrevista exclusiva con el autor canadiense y periodista Michael Rowe, con fotografías realizadas por el fotógrafo Eric Schwabel.

## Carrera como actor
Roberts dejó la liga profesional de rugby en 1998 y comenzó a estudiar en el Instituto Nacional de Arte Dramático (NIDA, por sus siglas en inglés) en Sídney.
En 2005, Roberts hizo un breve cameo en la película australiana Little Fish («Pequeño Pez») protagonizado por Cate Blanchett y Hugo Weaving, en el rol de un exjugador de la liga de rugby. También apareció en la película Superman Returns («Superman Regresa») del año 2006, como Riley, un ayudante de Lex Luthor.
En 2009, Roberts apareció en la miniserie de televisión australiana Underbelly: A Tale of Two Cities («Bajo vientre: Un cuento de dos ciudades»), que narra los acontecimientos reales del tráfico de droga en la ciudad de Griffith de Nueva Gales del Sur entre 1976 y 1987. La serie retrata a los principales participantes en el tráfico de droga de la ciudad, incluyendo a Robert Trimbole, Terry Clark, George Freeman y al político Donald Mackay. La miniserie es una precuela de la serie de 2008 Underbelly que trataba sobre asesinatos entre pandilleros en Melbourne. Roberts tuvo un pequeño papel como guardaespaldas de George Freeman (caracterizado por Peter O'Brien). La serie comenzó a emitirse en Nueva Gales del Sur el 9 de febrero de 2009. También en 2009, protagonizó en The cut en ABC1 y tuvo un pequeño papel en la película Cedar Boys («Los Chicos del Cedro»).

## Reconocimientos
Es una figura muy popular en Australia y su retrato figura en la National Portrait Gallery de Camberra. El cuadro fue pintado en 2003 por el artista australiano Ross Watson y se inspira en una pintura de la capilla del palacio de Versalles de Antoine Coypel.